# Pulga (Kalifornien)
Pulga (spanisch für „Floh“; auch: Big Bar) ist ein gemeindefreies Gebiet im Butte County in Kalifornien. Es befindet sich am Westabhang des North-Fork-Feather-River-Canyons in einer Höhenlage von etwa 426 Metern. Nahegelegene Gemeinden sind Mayaro, Poe und Parkhill. In der Stadt eine Caltrans Highway Maintenance Station (ggf. vergleichbar mit deutschen Autobahnmeistereien) des California Department of Transportation an der California State Route 70 (SR 70). Der Ort liegt an der Mündung des Flea Valley Creek, was zum Namen des Ortes beitrug.
Die Züge der Union Pacific Railroad verkehren täglich mit der Canyon Division in der Umgebung. Die Route wurde ursprünglich von der Western Pacific Railroad gebaut und ist für ihre malerischen Aussichten von den Zügen aus bekannt. Die Vista Dome genannten Aussichts-Waggons wurden vor diesem Hintergrund designed und gebaut. Heutzutage wird die Strecke von einem konstanten Strom von Güterzügen genutzt, die vorrangig Holz transportieren.
Die Benutzung der SR 70 bietet malerische Aussichten auf die felsige Schlucht. Fachwerkträgerbrücken entlang des Highways wurden 2004 einer seismischen Ertüchtigung unterzogen, um sie auf in Kalifornien unvermeidliche Erdbeben vorzubereiten.
Die Elektrizitätswerke Cresta Powerhouse (39°49′35″N 121°24′28″W ) und Camp Creek Powerhouse (39°49′37″N 121°25′06″W) befinden sich ungefähr 4,8 Kilometer nördlich von Pulga an der SR 70. Cresta ging 1949 ans Netz, Camp Creek ein Jahr später. Die Gegend um diese Werke wird auf einigen topografischen, Highway- oder Eisenbahnkarten als Mayaro bezeichnet. Ein weiterer Ortsname (Cresta) wird etwa eine Meile jenseits des gleichnamigen Werkes angegeben.
Eine Poststation wurde 1906 eröffnet; die Postleitzahl ist 95965. Die Ortschaft befindet sich innerhalb des Telefon-Vorwahl-Gebietes 530.
Pulga Road ist ein privater Übergang über die Anlagen der Union Pacific Railroad. Camp Creek ist eine Straße, die ein Wegerecht durch die Privatgelände von Pulga freigibt. Alle Flächen außerhalb der Straße sind in Privatbesitz. In der und um die Stadt gibt es weder Campingplätze noch Wohnmobilstellplätze. Der Privatbesitz endet etwa in der Gegend der südlich angrenzenden Hügel.